# Francisco Libânio de Sá Fortes
Francisco Libânio de Sá Fortes, primeiro e único barão de Ribeirão Fundo (? — ?), foi um nobre brasileiro. 
Foi agraciado barão por decreto de 3 de agosto de 1889, era também tenente-coronel da Guarda Nacional.